# Vespa mandarinia japonica
Vespa mandarinia japonica (лат.) — подвид шершня Vespa mandarinia. Крупное насекомое (больше 4 см в длину, размах крыльев около 6 см). Имеет крупную жёлтую голову с большими глазами, тёмно-коричневое брюшко с коричнево-жёлтыми полосами. Подвид эндемичен для японских островов, где их можно обнаружить в лесных районах страны. В Японии шершень имеет название Судзумэбати (яп. スズメバチ (雀蜂、胡蜂), «пчела-воробей»).

## Биология
Колонию кормят рабочие особи. Питаются шершни самой разнообразной пищей, преимущественно нектарами. Рабочие особи разделывают тело своих жертв.
Численность крупной колонии составляет порядка 300 особей. Кроме прочего, этот хищник нападает на пчёл и другие виды шершней.

### Пчелиный хищник
В Японии пчеловоды часто используют в качестве основы для пасеки европейские подвиды медоносных пчёл, поскольку их разведение более экономически выгодно, чем разведение эндемичного подвида — японской пчелы (Apis cerana japonica). Однако шершни этого подвида часто нападают на ульи. Европейские пчёлы в отличие от японских защищаться от них не умеют.
Японские пчёлы при вторжении в их колонию шершня-разведчика используют специальную защитную тактику. Порядка 500 пчёл окружают шершня плотным скоплением, температура внутри которого за счёт мышечной работы пчёл повышается до 47 °C. В течение 20 минут шершень, способный выдерживать температуру лишь около 46 °С, погибает от теплового шока, а пчёлы остаются живы, поскольку способны выдерживать более высокую температуру (до 48 °C).

### Опасность
Шершень нападает только в случае явной угрозы для него. Тем не менее, имея жало длиной порядка 6,25 мм, вырабатывая высокотоксичный яд нервно-паралитического действия, он представляет определённую опасность для человека.
Укусы шершня очень болезненны и могут вызвать анафилактический шок, что потребует госпитализации. Шершни этого подвида убивают в среднем около 40 человек в год — больше, чем любое другое дикое животное в Японии.